# Tinthia varipes
Tinthia varipes is een vlinder uit de familie wespvlinders (Sesiidae), onderfamilie Tinthiinae.
Tinthia varipes is voor het eerst wetenschappelijk beschreven door Walker in 1865. De soort komt voor in het Oriëntaals gebied.